# Endocoenobium
Endocoenobium är ett släkte av svampar. Endocoenobium ingår i familjen Endochytriaceae, ordningen Chytridiales, klassen Chytridiomycetes, divisionen pisksvampar och riket svampar.
|               | Nephrochytrium                            |
|               |                                           |
|               | Entophlyctis                              |
|               |                                           |
|               | Catenochytridium                          |
|               |                                           |
|               | Diplophlyctis                             |
|               |                                           |
|               | Endochytrium                              |
|               |                                           |
|               | Canteria                                  |
|               |                                           |
|               | Allochytridium                            |
|               |                                           |
|               | Truittella                                |
|               |                                           |
| Endocoenobium | \| \| Endocoenobium eudorinae \| \| \| \| |
|               | \| \| Endocoenobium eudorinae \| \| \| \| |
|               | Mitochytridium                            |
|               |                                           |
|               | Endocoenobium eudorinae                   |
|               |                                           |

|  | Endocoenobium eudorinae |
|  |                         |